# جورج جسک
جورج جسک (به انگلیسی: George Jeske) (زاده ۲۲ فوریه ۱۸۹۱ - درگذشت ۲۸ اکتبر ۱۹۵۱) یک فیلم‌نامه‌نویس، کارگردان، بازیگر آمریکایی بود. جسک در سال ۱۸۹۱ در سالت لیک سیتی متولد شد، او یکی از عوامل اصلی مک سنت بود.
او بین سال‌های ۱۹۲۶ تا ۱۹۴۶، ۵۴ فیلمنامه نوشت. همچنین بین سال‌های ۱۹۲۲ تا ۱۹۳۳، ۳۷ فیلم را کارگردانی کرد.
از فیلم‌هایی که وی در آن‌ها نقش داشته‌است، می‌توان به پیت و ری‌پیت، میراث هافمایر، در چنگال تبهکاران، سالومه در برابر شنندوا، بال‌های سپید، هزینهٔ پست، اسمیتی، فضاهای کاملاً باز، کشتی را نجات بده، مردی گرداگرد شهر، صفیر ظهر، پرتقال و لیمو، بردار و بیل بزن و تحت لوای مستی اشاره نمود.